# Cabo Palmas
El cabo Palmas es un importante cabo africano situado a 21 km al oeste del punto donde la frontera entre Liberia y Costa de Marfil encuentra el océano Atlántico. Es el extremo meridional de África Occidental y, oceanográficamente, la Organización Hidrográfica Internacional considera que este cabo es el punto de división entre el golfo de Guinea y el océano Atlántico sur. En el lugar se erige un faro.
Administrativamente, el cabo pertenece por entero al Condado de Maryland de Liberia.
Con el nombre de Cabo Palmas también es conocida la ciudad liberiana de Harper.